# Колесарова, Анна
А́нна Колеса́рова (словац. Anna Kolesárová; 14 июля 1928, Висока-над-Угом, Михаловце, Кошицкий край, Чехословакия — 22 ноября 1944, Павловце-над-Угом, Михаловце, Кошицкий край, Словакия) — словацкая католическая блаженная, шестнадцатилетняя девушка, которая прославилась тем, что отдала свою жизнь во имя сохранения чистоты.

## Жизнеописание

### Происхождение и воспитание
Анна Колесарова родилась в селе Висока-над-Угом на востоке Словакии, недалеко от границы с нынешней Украиной. Отец — Ян Колеса́р (словац. Ján Kolesár), мать — Анка Кушни́рова (словац. Anka Kušnírová).
Дома девушка получила хорошее воспитание, основанное на христианском учении. Часто участвовала в Святой Мессе и приступала к Святым Тайнам, после того, как в 1938 году приняла первое Святое Причастие и получила Миропомазание. Когда Анне исполнилось 13 лет, её жизнь радикально изменилась: после неожиданной смерти матери она вынуждена была заняться всеми работами по дому, в котором жила вместе с отцом и старшим братом.

### Мученическая смерть
Во время Второй мировой войны в ноябре 1944 года линия фронта уже передвигалась на запад. В село вошла Красная армия, окончив немецкую оккупацию. Вечером 22 ноября 1944 вблизи села начались боевые действия, и Анна вместе с родственниками спряталась в подвале на кухне. Однако красноармеец, ворвавшийся в дом, открыл их убежище.
Отец сказал шестнадцатилетней дочери приготовить что-нибудь поесть для солдата, надеясь умиротворить его. Но несмотря на то, что девушка была одета в скромное чёрное платье, по договорённости между всеми женщинами села одеваться именно так, чтобы не привлекать внимание солдат, тот начал её домогаться. Анна решительно встала на защиту своей невинности. Разгневанный красноармеец приказал ей прощаться с отцом и братом, и после того, как она сказала: «Иисус, Мария, Иосиф, вам вручаю душу …», — дважды выстрелил.

### Hostia sanctae castitatis
Девушку похоронили сразу, но возможность отслужить полноценную похоронную службу появилась только через неделю. При этом настоятель подчеркнул, что Анна умерла в состоянии Божьей благодати, ведь незадолго до гибели она приходила в церковь, чтобы исповедаться и причаститься. Записывая в приходской книге умерших причину её смерти, он написал: «Hostia sanctae castitatis» (жертва святой невинности).
Священник вместе с другим священником, который знал девушку, начали расследовать обстоятельства её гибели, собрав письменные показания, которые позже сыграли важную роль в сохранении памяти об этих событиях. Лишь после падения просоветского коммунистического режима в тогдашней Чехословакии стало возможным открыто говорить об Анне Колесаровой и её героической смерти, а её могила стала целью молодёжных паломничеств.

## Беатификация
Процесс беатификации Анны Колесаровой начался 3 июля 2004 года. 6 марта 2018 папа Франциск подписал декрет о её мученичестве. Обряд беатификации состоялся 1 сентября 2018 в Кошице. Торжества провёл кардинал Джованни Анджело Беччу, префект Конгрегации по делам святых.